# Фасилидас
Фасилидас е император на Етиопия през 17 век. Построил дворец в Гондар. След това обявил Гондар за столица.